# 韓維翰
韓維翰（？—？）。山東淄川縣（今淄博市淄川区）人，清朝政治人物。

## 生平
康熙十二年（1673年）癸丑科進士。康熙三十二年（1693年）任湖北蒲圻縣（今屬湖北省赤壁市）知縣。